# 발데마르 파블라크
발데마르 파블라크{폴란드어: Waldemar Pawlak, 폴란드어 발음: [valˈdɛmar ˈpavlak], 1959년 9월 5일, 모델 (Model) ~}는 폴란드의 정치인이다. 1992년, 1993년~1995년 2차례 폴란드의 총리를 지냈으며, 2007년 11월부터 2012년 11월까지 폴란드의 부총리 겸 경제장관으로 활동하였다. 파블라크는 지금까지 폴란드 역사상 최연소 총리로 남아있다.

## 역대 선거 결과
| 선거명      | 직책명                         | 대수 | 정당          | 1차 득표율 | 1차 득표수  | 2차 득표율 | 2차 득표수 | 결과         | 당락                   |
| ----------- | ------------------------------ | ---- | ------------- | ---------- | ----------- | ---------- | ---------- | ------------ | ---------------------- |
| 1989년 선거 | 하원의원 (쿠트노 제76선거구)   | 10대 | 연합인민당    | 16.49%     | 13,767표    | 56.01%     | 20,208표   | 1위          | 쿠트노 하원의원 당선   |
| 1991년 선거 | 하원의원 (프워츠크 제3선거구)  | 1대  | 폴란드 인민당 | 14.03%     | 31,324표    |            |            | 비례대표 1번 | 프워츠크 하원의원 당선 |
| 1993년 선거 | 하원의원 (프워츠크 제34선거구) | 2대  | 폴란드 인민당 | 40.60%     | 77,811표    |            |            | 비례대표 1번 | 프워츠크 하원의원 당선 |
| 1995년 선거 | 폴란드의 대통령                | 3대  | 폴란드 인민당 | 4.31%      | 1,770,419표 |            |            | 5위          | 낙선                   |
| 1997년 선거 | 하원의원 (프워츠크 제34선거구) | 3대  | 폴란드 인민당 | 16.23%     | 24,702표    |            |            | 비례대표 1번 | 프워츠크 하원의원 당선 |
| 2001년 선거 | 하원의원 (프워츠크 제16선거구) | 4대  | 폴란드 인민당 | 6.65%      | 17,279표    |            |            | 비례대표 1번 | 프워츠크 하원의원 당선 |
| 2005년 선거 | 하원의원 (프워츠크 제16선거구) | 5대  | 폴란드 인민당 | 5.74%      | 13,202표    |            |            | 비례대표 1번 | 프워츠크 하원의원 당선 |
| 2007년 선거 | 하원의원 (프워츠크 제16선거구) | 6대  | 폴란드 인민당 | 8.03%      | 24,638표    |            |            | 비례대표 1번 | 프워츠크 하원의원 당선 |
| 2010년 선거 | 폴란드의 대통령                | 5대  | 폴란드 인민당 | 1.75%      | 294,273표   |            |            | 5위          | 낙선                   |
| 2011년 선거 | 하원의원 (프워츠크 제16선거구) | 7대  | 폴란드 인민당 | 8.86%      | 24,491표    |            |            | 비례대표 1번 | 프워츠크 하원의원 당선 |
| 2015년 선거 | 상원의원 (프워츠크 제38부)     | 9대  | 폴란드 인민당 | 34.19%     | 63,301표    |            |            | 2위          | 낙선                   |
| 2019년 선거 | 상원의원 (프워츠크 제38부)     | 10대 | 폴란드 인민당 | 47.59%     | 105,141표   |            |            | 2위          | 낙선                   |
| 2023년 선거 | 상원의원 (프워츠크 제38부)     | 11대 | 폴란드 인민당 | 42.37%     | 113,143표   |            |            | 1위          | 프워츠크 상원의원 당선 |